# Mamberamo
Mamberamo (indonésky Sungai Mamberamo) je řeka na západě ostrova Nová Guinea v provincii Papua v Indonésii. Je 700 km dlouhá.

## Průběh toku
Její zdrojnice Tariku, Van Daalen a Taritatu pramení na severních svazích hřbetu Maoke a na horním toku protékají bažinatou rovinou. Na středním toku protíná hřbet Van Rees, přičemž vytváří peřeje a vodopády. Na dolním toku protéká bažinatou pobřežní rovinou. Ústí do Tichého oceánu, přičemž vytváří deltu.

## Využití
Vodní doprava je možná do vzdálenosti 240 km od ústí.